# Плејнс (Охајо)
Плејнс (енгл. The Plains) насељено је место без административног статуса у америчкој савезној држави Охајо.

## Демографија
По попису из 2010. године број становника је 3.080, што је 149 (5,1%) становника више него 2000. године.
| Група             | 2000.         | 2010.         |
| Белци             | 2.743 (93,6%) | 2.798 (90,8%) |
| Афроамериканци    | 71 (2,4%)     | 94 (3,1%)     |
| Азијати           | 32 (1,1%)     | 32 (1,0%)     |
| Хиспаноамериканци | 24 (0,8%)     | 55 (1,8%)     |
| Укупно            | 2.931         | 3.080         |